# Huckleberry Ridge Tuff

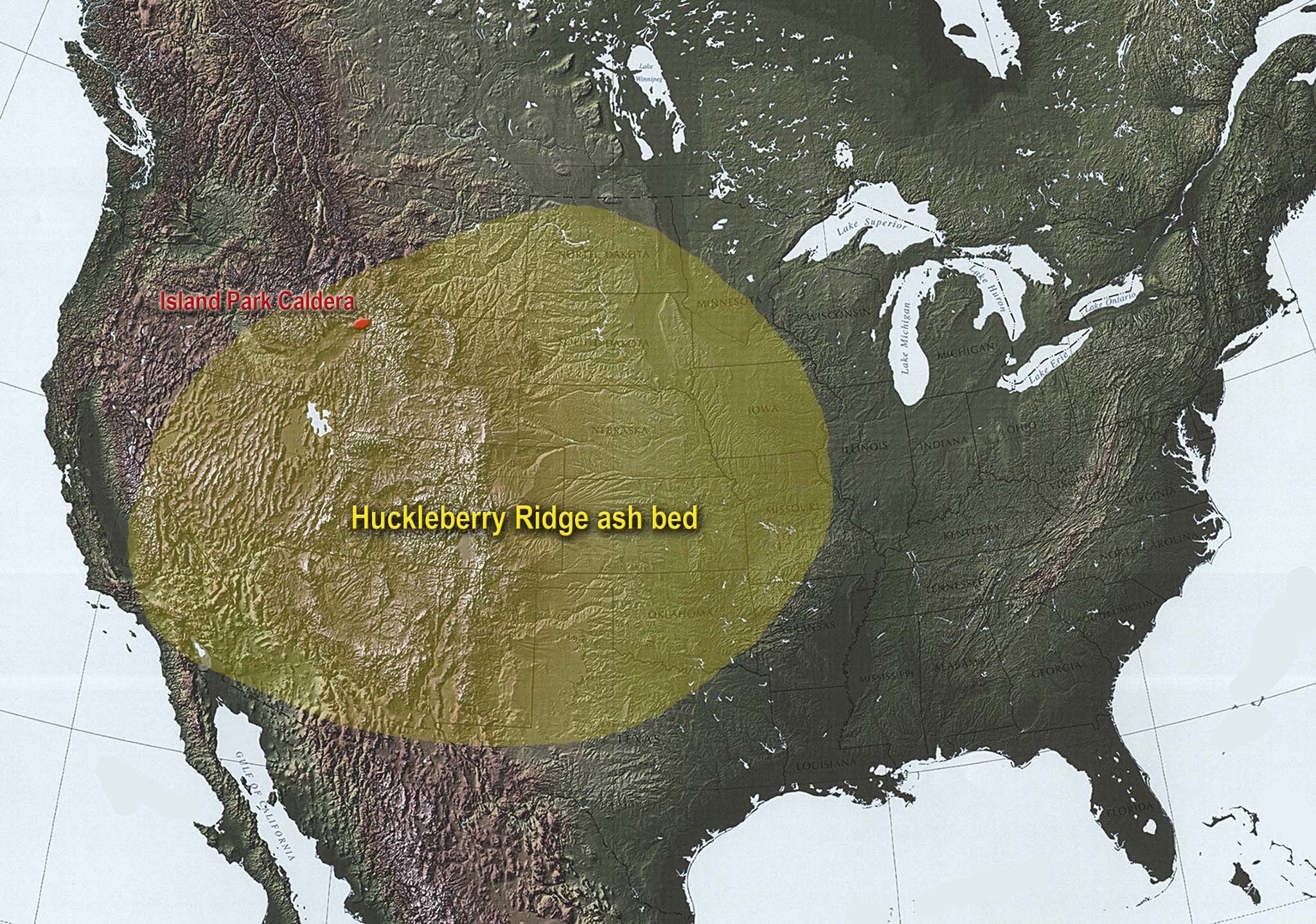
Estensione del letto di ceneri dell'Huckleberry Ridge.

L’Huckleberry Ridge Tuff è una formazione di tufo che si è formata durante l'eruzione di Huckleberry Ridge, che ha dato luogo alla formazione della caldera dell'Island Park, situata tra il Parco nazionale di Yellowstone, lo Stato del Wyoming e che si estende a ovest nell'Idaho, nella regione dell'Island Park negli USA.
È stata la più grande eruzione causata dal punto caldo di Yellowstone che ha dato luogo alla formazione di una caldera, eiettando 2,200 km³ (0,528 cu mi) di materiali. L'eruzione, avvenuta 2,1 milioni di anni fa, è la terza più recente eruzione causata dal punto caldo di Yellowstone; fu seguita dalle eruzioni che portarono alla formazione del Mesa Falls Tuff e del Lava Creek Tuff, formazioni tufacee create tutte dal punto caldo di Yellowstone.